# 譚海
譚海（1970年11月27日—），中國足球裁判，此后任中国足协技术部部长。他於2004年成為國際足聯轄下的國際裁判，得以執法國際足球賽事，並先後執法東亞國家杯、亞冠、亞洲挑戰盃以及世界杯外圍賽。在國內，他於2005年起執法中超，2011年、2012年、2014年和2015年，他四度被主辦單位評為「金哨」（年度最佳裁判）。
2023年7月22日，湖北省纪委监委通报，谭海因涉嫌严重违纪违法，接受中央纪委国家监委驻国家体育总局纪检监察组和湖北省监委审查调查。2024年12月11日，譚海被判有期徒刑6年6個月。